# Wespenspinne
Die Wespenspinne (Argiope bruennichi) (auch Zebraspinne, Tigerspinne oder Seidenbandspinne) ist eine Spinne aus der Familie der Echten Radnetzspinnen. Die große und sehr auffallend gezeichnete Art wurde 2001 zur Spinne des Jahres gewählt.

## Beschreibung
Während Männchen nur eine Körperlänge von sechs Millimetern erreichen, werden Weibchen mit bis zu 2,5 cm deutlich größer. Unverwechselbar ist bei den Weibchen das gelb-weiß gestreifte Opisthosoma (Hinterleib), das mit schwarzen Querbändern wespenähnlich gezeichnet ist, und das silbrig-weiß behaarte Prosoma (Vorderleib). Die hellbraunen Männchen mit undeutlicher dunkler Zeichnung sind wesentlich unauffälliger.

## Verwechslungsmöglichkeiten
Eine Verwechslungsgefahr ist kaum vorhanden. Die nur im Mittelmeerraum vorkommende, nah verwandte Art Argiope lobata baut ebenfalls Netze mit Zickzack-Band und hält sich wie A. bruennichi – wenn ungestört – immer in der Mitte des Netzes (der Nabe) auf, wo sie mit ihrer lebhaft schwarz-gelben Zeichnung und ihrer etwa gleichen Körpergröße genauso auffällig ist. Der Hinterleib von A. lobata ist jedoch deutlich breiter als der von A. bruennichi und „gelappt“, d. h. mit kräftigen seitlichen Höckern versehen. Die Netze sind meistens deutlich größer als die von A. bruennichi.

## Verbreitung und Lebensraum
Die Wespenspinne war bis vor etwa 50 Jahren vor allem im südlichen Europa verbreitet, in Mitteleuropa sehr selten; ihr Vorkommen war hier auf wenige Verbreitungsinseln in der Oberrheinischen Tiefebene, im Rhein-Main-Gebiet und in der Umgebung von Berlin beschränkt. Seitdem hat die Art ihr Areal stark vergrößert und ausgedehnt. Mittlerweile ist sie in fast allen europäischen sowie in einigen asiatischen und nordafrikanischen Ländern anzutreffen.
Die Art bevorzugt sonnige, offene Standorte mit niedriger bis halbhoher Vegetation und hoher Heuschrecken-Population auf trockenem wie feuchtem Untergrund; z. B. Trockenrasen, lückig bewachsenes Ödland oder Feuchtwiesen. Ab Mai sind junge Spinnen anzutreffen, von Juli bis August findet man erwachsene Tiere. Die Weibchen sind bis in den Oktober anzutreffen.

## Netzbau

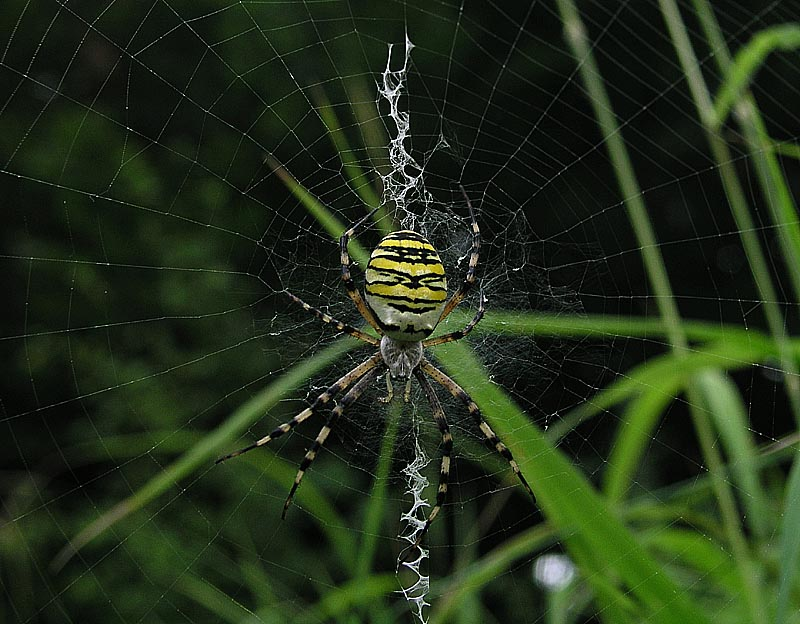
Netz der Wespenspinne mit senkrecht verlaufendem Stabiliment

Im Schnitt benötigt eine Wespenspinne 40 Minuten für den Netzbau. Die Höhe der Netznabe liegt üblicherweise zwischen 20 und 70 cm über dem Boden. Die Höhe ist angepasst an den Lebensraum der Beutetiere.
Charakteristisch für das Netz der Wespenspinne ist ein häufig sehr kräftiges, zickzackförmiges Gespinstband in vertikaler Ausrichtung ober- und unterhalb der Nabe, das sogenannte Stabiliment. Inzwischen sind weitere Formen von Stabilimenten bekannt. Es gibt zum Beispiel kreisförmige Anordnungen der Zickzacklinien um die Netzmitte herum (besonders bei Jungspinnen), nur ein Gespinstband nach unten weisend oder gar ein fehlendes Stabiliment. Diese abnormalen oder fehlenden Stabilimente deuten darauf hin, dass die ursprünglich zugeschriebene stabilisierende Wirkung für das Netz nicht primär gilt. Auch die Vermutung, dass es sich ausschließlich um eine Art Tarnung des Netzes handelt, gilt als nicht gesichert.
Beobachtungen zeigen, dass der Aufbau des Stabiliments entweder durch chemische Kontaminierung des Lebensraumes beeinflusst wird oder durch das Alter und Geschlecht der Wespenspinnen. Männliche Spinnen weben bis zum Erreichen der Geschlechtsreife überwiegend die häufige senkrechte Zickzacklinie über und unter der Netznabe, aber auch zirkulär verlaufende Gespinstbänder um die Mittelnabe. Im September und Oktober scheinen die männlichen Wespenspinnen meist nur noch einarmige, nach unten gerichtete Zickzacklinien zu weben. Weibliche Wespenspinnen legen überwiegend die bekannte vertikale Zickzacklinie an, aber auch das ganze Jahr über kreisförmige Stabilimente. Sogar Kombinationen aus einem zirkulären Stabiliment und vertikalen zickzackförmigen Gespinstbändern wurden beobachtet.

## Ernährung
Bedingt durch ihren Lebensraum besteht die Beute vor allem aus Heuschrecken (z. B. Heupferde) und Hautflüglern (wie Bienen und Wespen). Es werden jedoch auch fast alle anderen Insekten geeigneter Größe erbeutet wie Fliegen, Schmetterlinge oder Libellen. Wespenspinnen mit hohem Nahrungsangebot entwickeln sich schneller, fertigen mehr Kokons an und verschwinden deutlich früher. Artgenossen, die wenig fressen, gehen erst sehr spät in Winterruhe. Sobald sich Beute in dem Netz der Wespenspinne verfangen hat, wickelt sie ihr Opfer ein und tötet es mit Gift. Die Weichteile der Beute werden durch injizierte Enzyme verflüssigt und dann ausgesaugt (extraintestinale Verdauung).

## Fortpflanzung

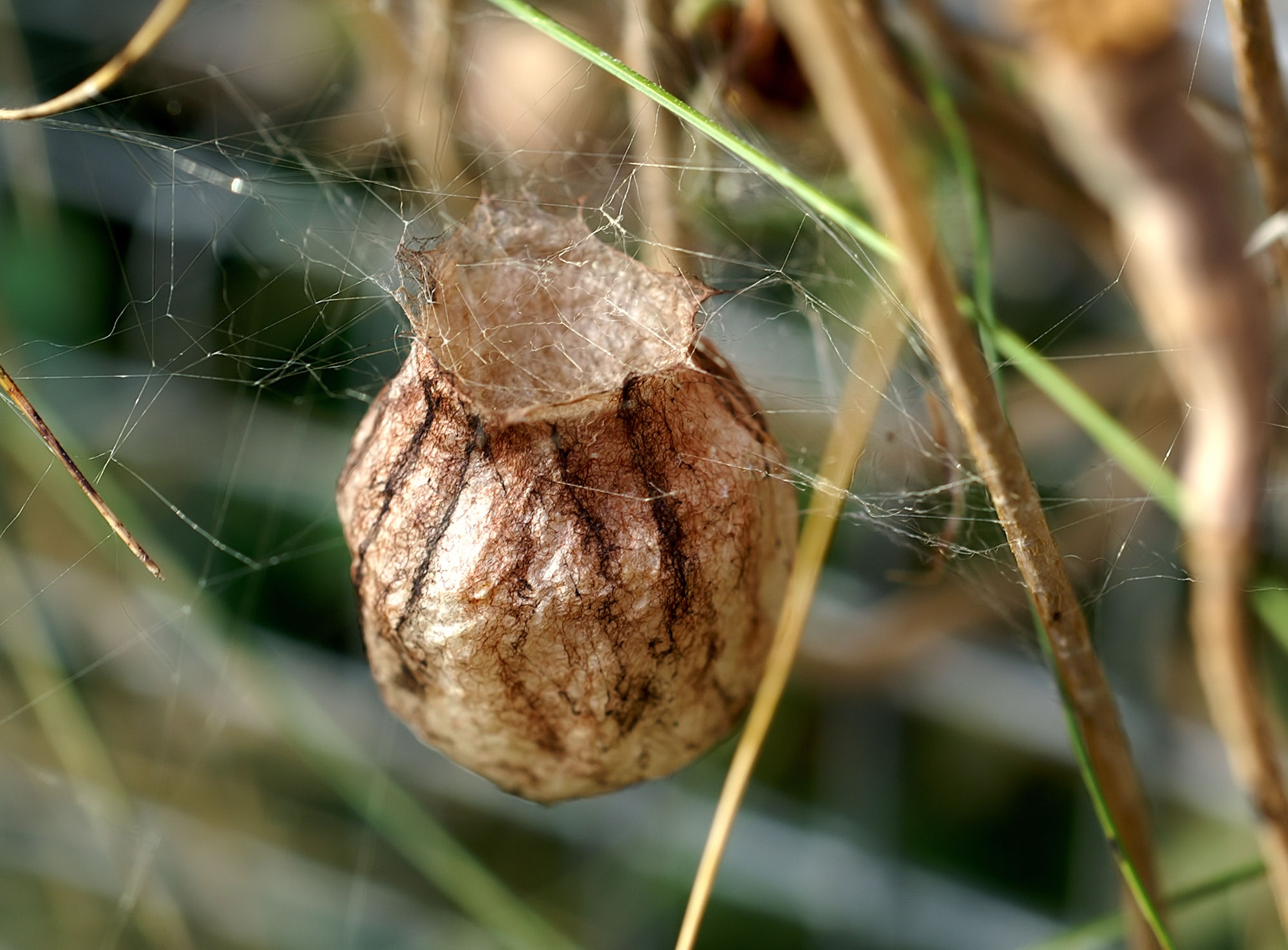
Kokon der Wespenspinne.

Wespenspinnen paaren sich zwischen Ende Juli und Anfang August. Das Männchen erregt das Weibchen durch charakteristisches Rütteln an dessen Netz. Nachdem sich das Weibchen erhoben hat, kriecht das Männchen darunter und begattet es. Wespenspinnenweibchen sind, wie alle Weibchen innerhalb der Gattung Argiope, extrem kannibalistisch und versuchen unmittelbar nach Beginn der Paarung das Männchen zu erbeuten. Beim Versuch zu entfliehen bricht bei den Männchen mitunter der zur Spermienübertragung dienende Bulbus ab und verstopft so die Geschlechtsöffnung des Weibchens. Damit erhöht sich zwar nicht die Überlebenschance des Männchens bei der Kopulation, jedoch erhöhen sich die Erfolgsaussichten seiner Vaterschaft gegenüber konkurrierenden, später kopulierenden Männchen. Noch ungeklärt ist, ob die Genitalverstümmelung eine Anpassung an den sexuellen Kannibalismus der Weibchen ist. Jedenfalls ist der Kannibalismus nicht als weibliche Strategie gegen die männliche „Monopolisierung“ mittels Verstopfung des weiblichen Genitals zu verstehen, wie neuere Erkenntnisse mittlerweile beweisen.
Der Sexualkannibalismus ist sowohl für das gefressene Männchen als auch für seinen Nachwuchs von Vorteil, wenn man die Angelegenheit aus evolutionärer Sicht betrachtet. Zoologen der Universität Hamburg wiesen nach, dass die Aussicht auf Vaterschaft für Spinnenmännchen durch den Tod bei oder in Folge der Paarung signifikant steigt.
Weibliche Wespenspinnen sammeln bis zur Befruchtung meist Spermien unterschiedlicher Männchen in einer entsprechenden Vorratstasche (Receptaculum seminis). Daher haben ihre Nachkommen oft unterschiedliche Väter, die je nach Länge des Paarungsaktes unterschiedlich viele Samenzellen bei dem Weibchen deponieren konnten. Um eine Kopulation als Männchen zu überleben, wäre ein schneller Rückzug notwendig, bei dem allerdings entsprechend weniger Nachkommen gezeugt werden. Darüber hinaus produzierten die kannibalistischen Weibchen im Direktvergleich zu Weibchen, die vom Verzehr des Partners abgehalten wurden, schwerere Eier. Die Jungspinnen profitieren von einer besseren Dotterversorgung, die sich positiv auf ihr Schlupfgewicht auswirkt.
Ab Ende August legen die Weibchen ihre Eier in kugelförmige, bräunliche Kokons. Dabei befindet sich das Eipaket in einem inneren Kokon verpackt, aufgehängt im eigentlichen Kokon. Ein Eipaket kann mehr als hundert Eier enthalten. Die Jungspinnen, die schon bald schlüpfen, überwintern im gut getarnten Kokon. Sobald es für sie warm genug ist, verlassen sie ihren Kokon und entwickeln sich sehr schnell zu erwachsenen Spinnen.

## Giftigkeit
Das Gift der Wespenspinne ist für den Menschen nicht gefährlich. Die Giftklauen können die menschliche Haut normalerweise nicht durchdringen, da sie zu kurz sind. Lediglich an dünnen Hautstellen, wie zum Beispiel an den Ohrläppchen, kann es theoretisch zu einem Giftbiss kommen. Schwellungen, Rötungen und leichte Schmerzen können die Folge sein. Aktuelle Untersuchungen mittels Transcriptomics und Proteomics haben ergeben, dass das Gift der Wespenspinne hauptsächlich aus hochmolekularen Proteinen aufgebaut ist und im Vergleich zu anderen Spinnen nur wenige Peptide mit Cystin-Knoten enthält.

## Gefährdung
Die Art ist weit verbreitet und in geeigneten Habitaten häufig. Sie wird in Deutschland in der Roten Liste als „ungefährdet“ eingestuft.

## Natürliche Feinde
Die Schlupfwespe Tromatobia ornata ist auf die Wespenspinne als Wirt spezialisiert. Die Weibchen legen ihre Eier in die Kokons von Wespenspinnen. Die geschlüpften Larven ernähren sich von den Eiern des Spinnengeleges.

## Galerie

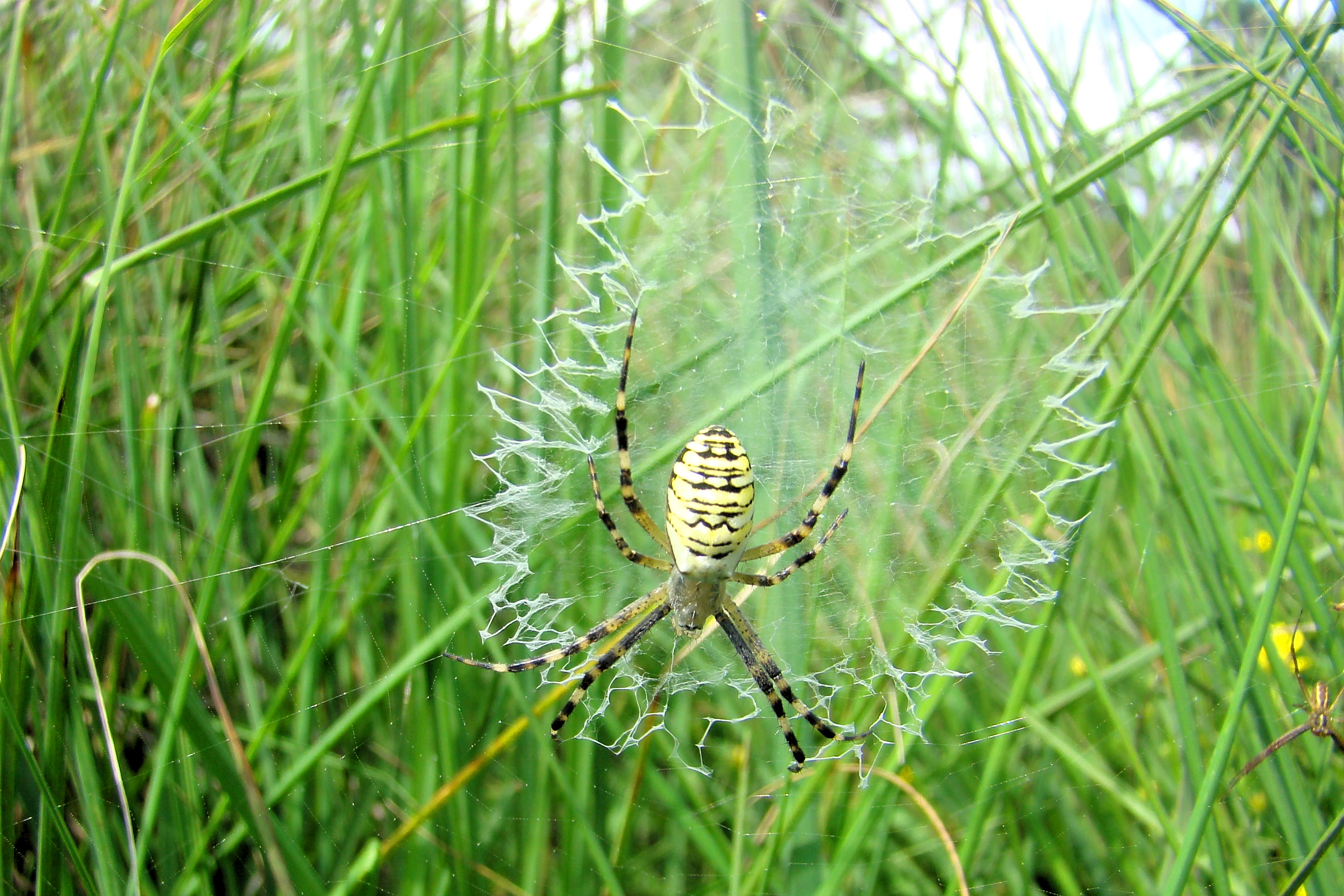
Wespenspinne, Weibchen, mit kreisförmiger Anordnung der Zickzacklinien des Netzes
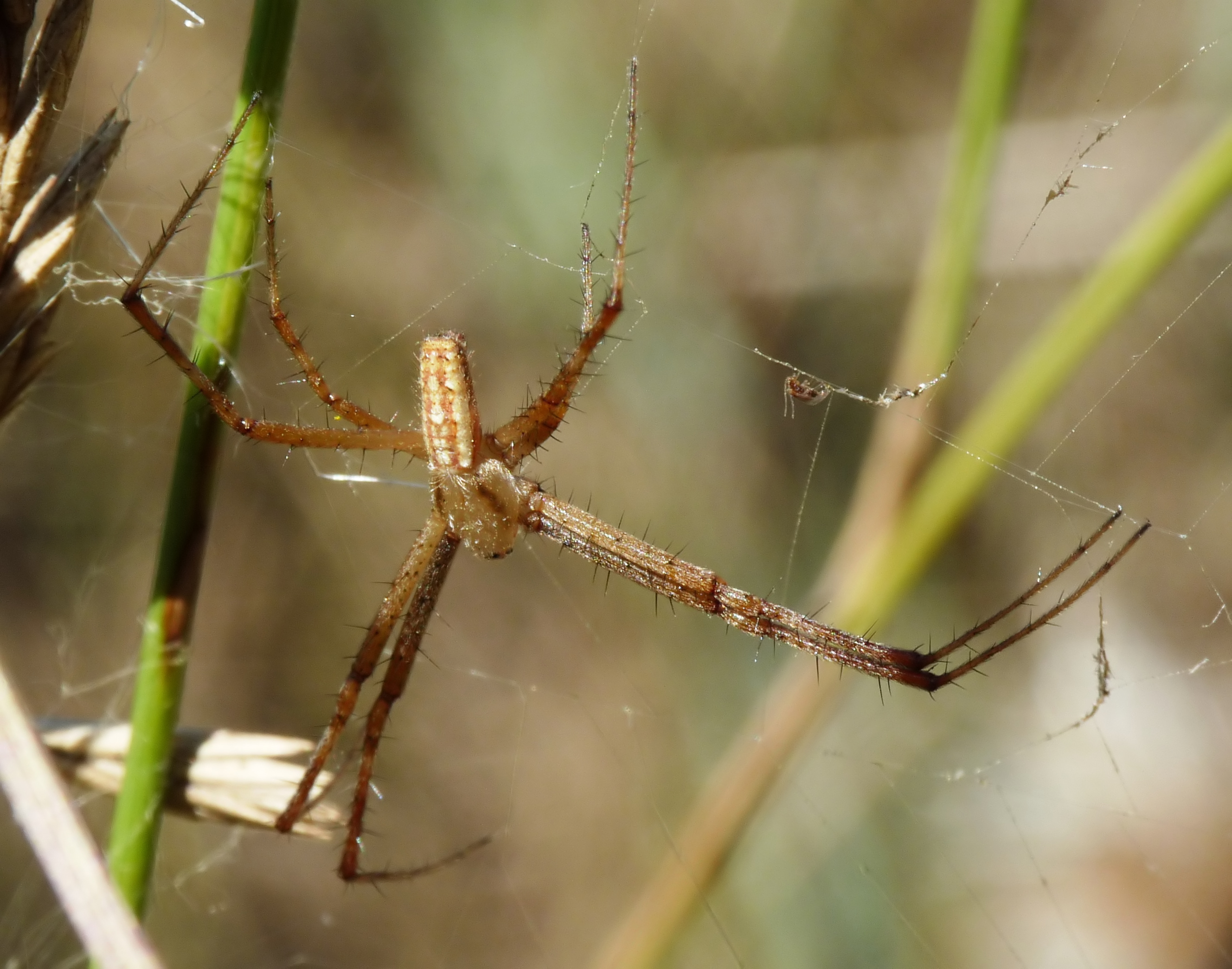
Wespenspinne, Männchen
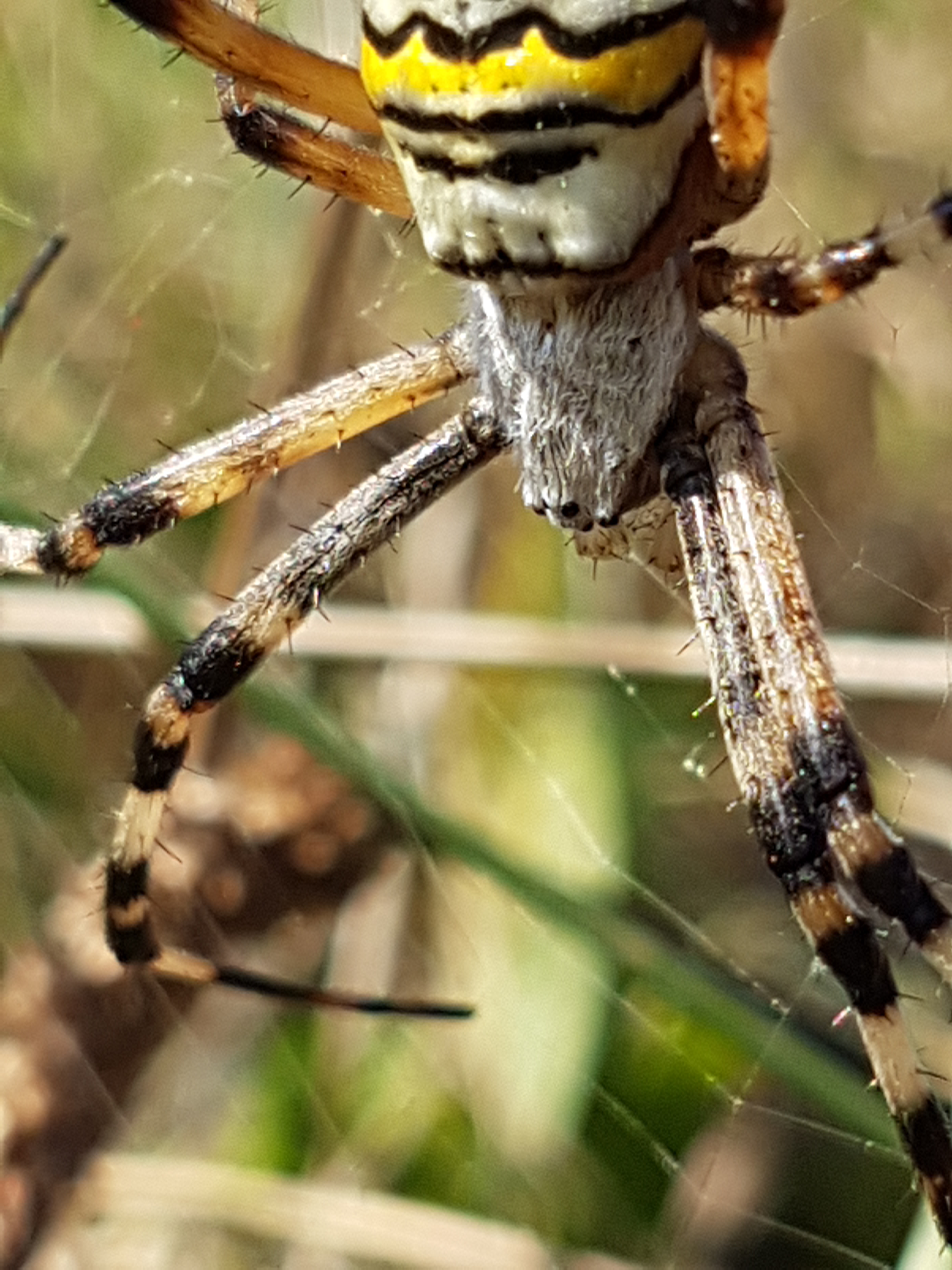
Nahaufnahme einer Wespenspinne
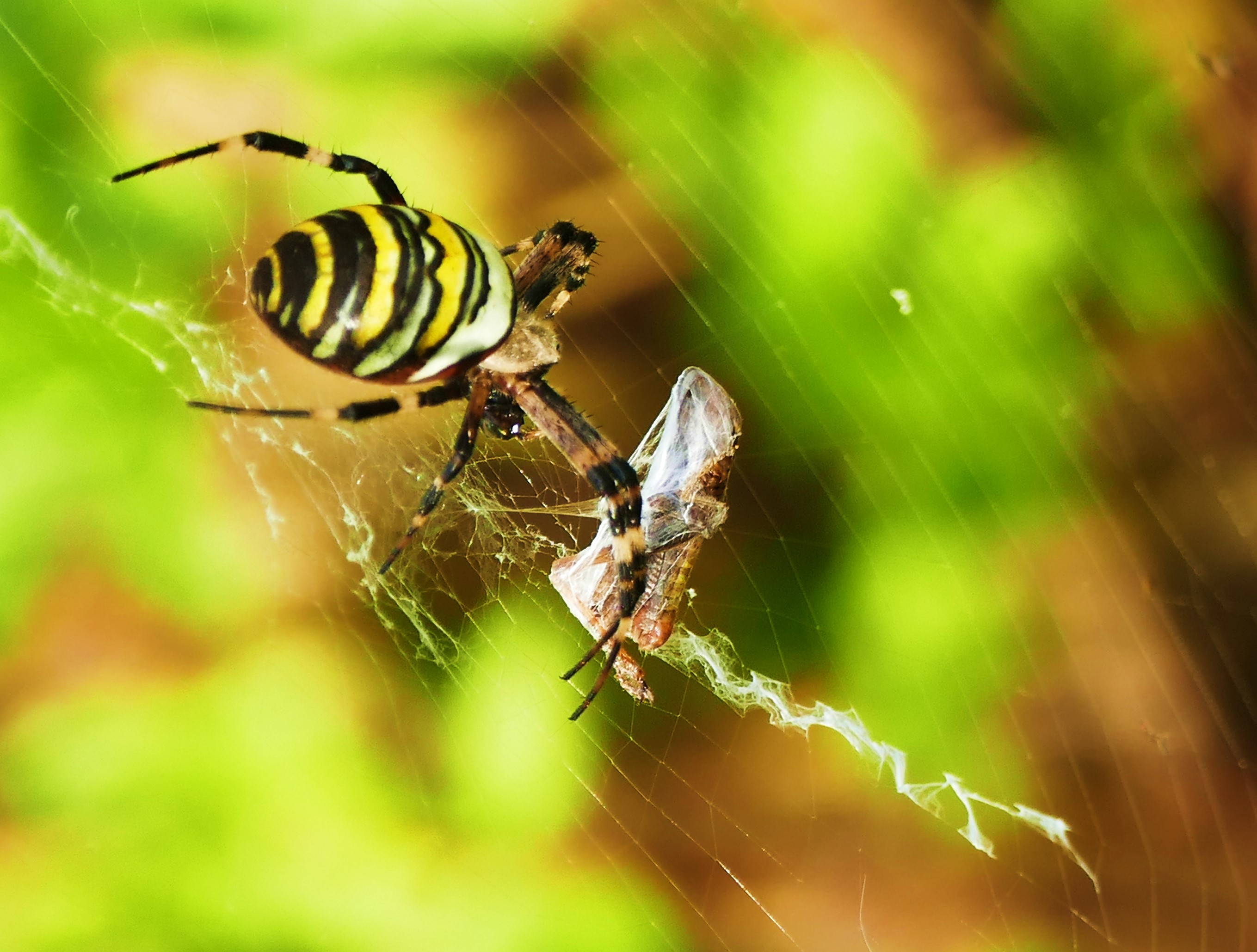
Wespenspinne mit Beute
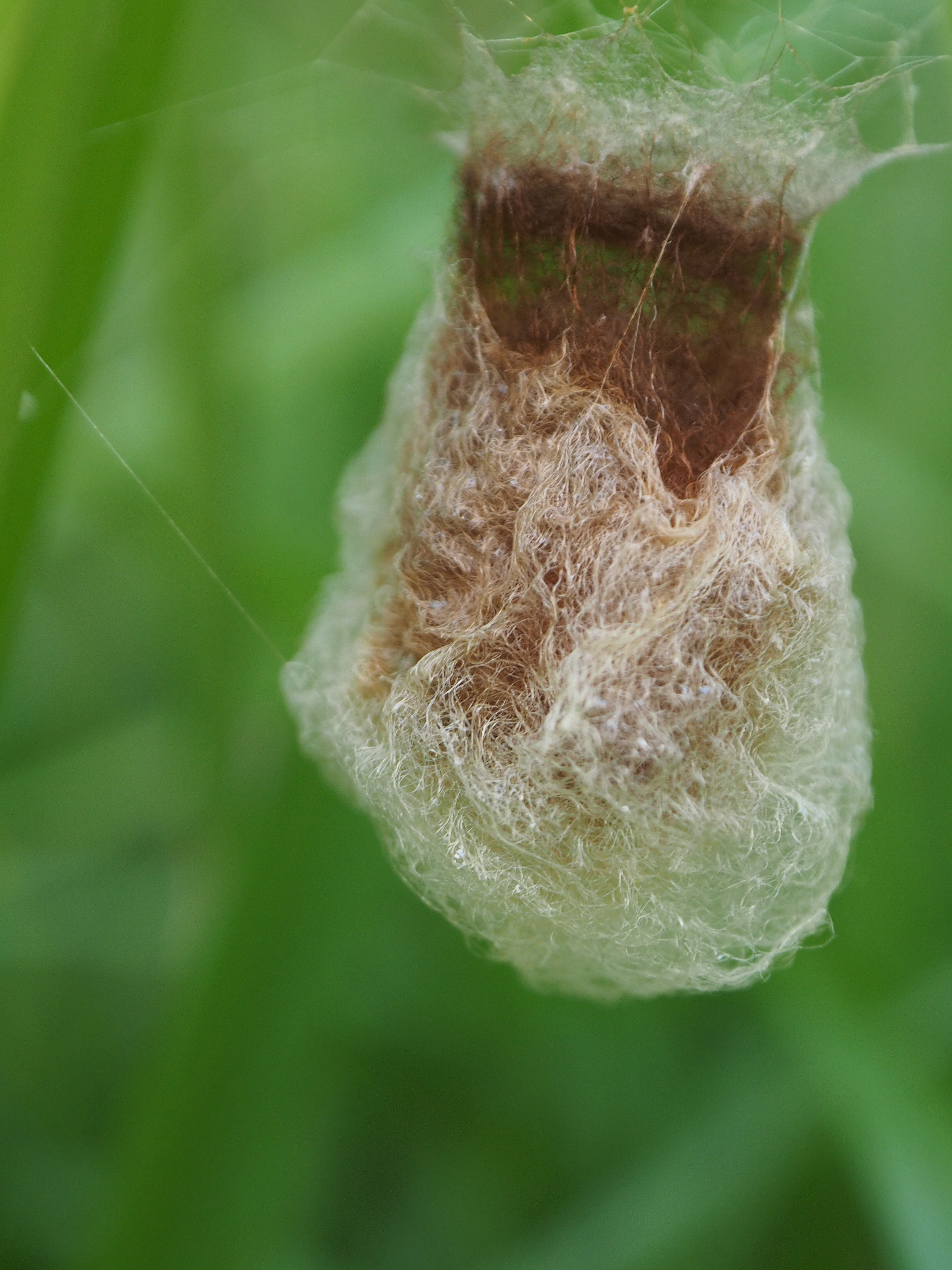
Kokon einer Wespenspinne
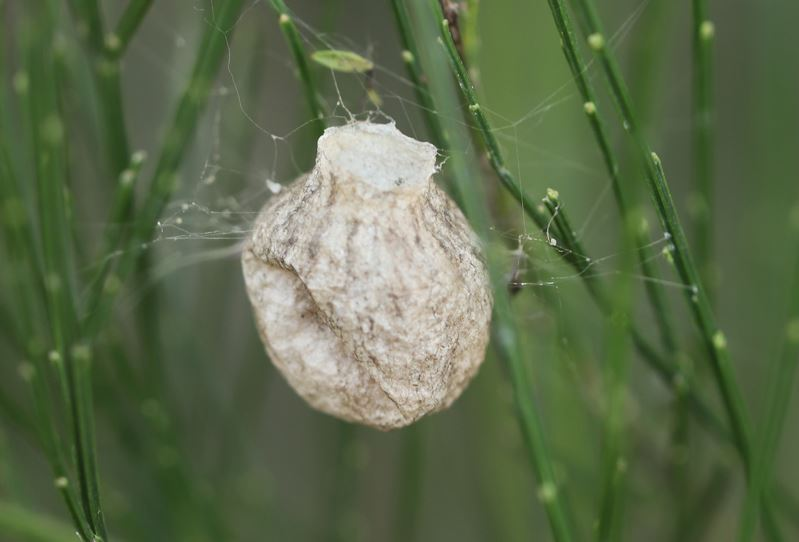
Kokon einer Wespenspinne
Deckel des inneren Kokons geöffnet
Eigelege